# Ducado de Gor
El ducado de Gor es un título nobiliario español, con grandeza de España de primera clase, creado el 10 de julio de 1803, por el rey Carlos IV, a favor del mariscal de campo de los Reales Ejércitos, Nicolás Mauricio Álvarez de las Asturias Bohorques, señor de Gor, VI marqués de los Trujillos, Condado de Canillas de los Torneros|conde de Canillas de los Torneros de Enríquez y conde de Torrepalma.
Su denominación hace referencia a la localidad de Gor en la provincia de Granada.

## Duques de Gor
|                        | Titular                                                    | Periodo                |
| Creación por Carlos IV | Creación por Carlos IV                                     | Creación por Carlos IV |
| ---------------------- | ---------------------------------------------------------- | ---------------------- |
| I                      | Nicolás Mauricio Álvarez de las Asturias Bohorques         | 1803-1805              |
| II                     | Mauricio Álvarez de las Asturias Bohorques y Chacón        | 1805-1851              |
| III                    | Mauricio Álvarez de las Asturias Bohorques y Giráldez      | 1853-1877              |
| IV                     | Mauricio Álvarez de las Asturias Bohorques y Ponce de León | 1882-1930              |
| V                      | Mauricio Álvarez de las Asturias y Goyeneche               | 1930-1962              |
| VI                     | Mauricio Álvarez de las Asturias Bohorques y Silva         | 1963-actual titular    |

## Historia de los duques de Gor

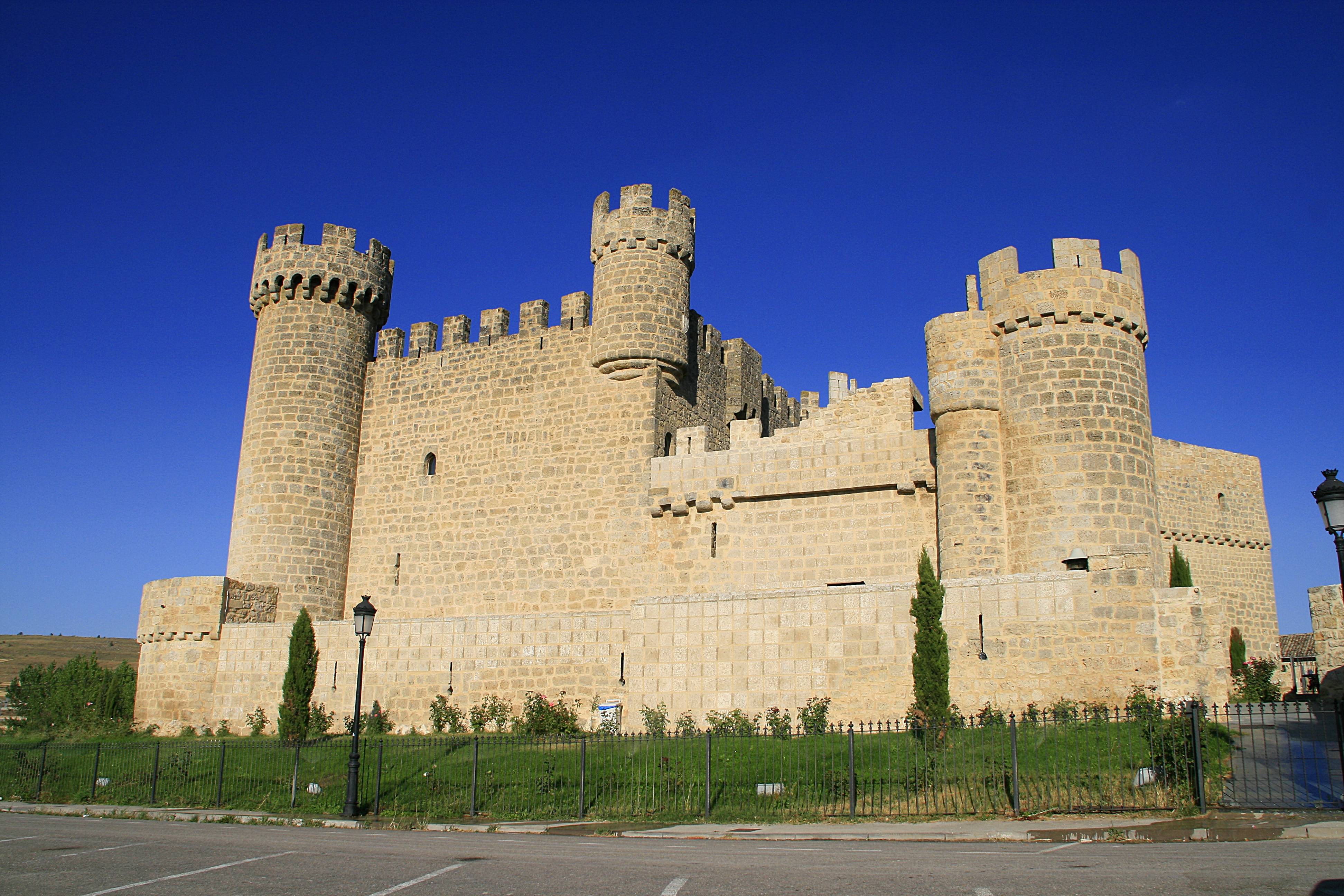
Castillo de Olmillos de Sasamón, Burgos que perteneció a los vizcondes de la Valoria y posteriormente a los duques de Gor.

- Nicolás Mauricio Álvarez de las Asturias Bohorques (Valladolid, 22 de febrero de 1741-Iznalloz, 11 de octubre de 1805),[2][3] I duque de Gor,[3][4] VI marqués de los Trujillos, V conde de Torrepalma, VII conde de Canillas de los Torneros de Enríquez.[4] Fue mariscal de los reales ejércitos, gentilhombre de cámara[4] y Teniente de Hermano Mayor de la Real Maestranza de Caballería de Granada.

Nicolás Mauricio, era hijo de Alonso Diego Álvarez de las Asturias Bohorques Verdugo Girón y Castilla, V marqués de los Trujillos, IV conde de Torrepalma y  XI señor de Gor, y de María Fausta Vélez Ladrón de Guevara  Enríquez y Montalvo, condesa de Canillas de los Torneros de Enríquez, natural de Palencia.
Se casó en primeras nupcias con María Teresa Pérez de Barradas y Fernández de Henestrosa (m. 29 de noviembre de 1784), con quien no tuvo sucesión masculina.  Contrajo un segundo matrimonio el 2 de julio de 1791 con María del Carmen Chacón-Manrique de Lara y Carrillo de Albornoz (Sevilla, 17 de julio de 1770-11 de enero de 1860),, hermana del VI marqués de Nevares, dama noble de la Orden de María Luisa, hija del oidor de la Audiencia de Sevilla, Francisco Chacón-Manrique de Lara y Medrano, y de María del Carmen Carrillo de Albornoz y Jácome de Linden. Le sucedió el 10 de octubre de 1805 su hijo del segundo matrimonio:
- Mauricio Álvarez de las Asturias Bohorques y Chacón (Granada, 9 de julio de 1792-Madrid, 8 de julio de 1851),[4] II duque de Gor,[3] VII marqués de los Trujillos, VI conde de Torrepalma, VI conde consorte de Lérida, VIII conde de Canillas de los Torneros de Enríquez y de Abusejo. Fue presidente del Consejo Real, prócer, senador por la provincia de La Coruña y vitalicio[7] ministro plenipotenciario en Viena, gobernador civil de Granada y Madrid,[3]  caballero maestrante de Granada, Decano de la Diputación de la Grandeza[4] y Gran Cruz de la Orden de Carlos III en 1834.[6] También fue pintor y gentilhombre de la cámara de la reina.

Se casó el 22 de septiembre de 1818 con María de la O Jacoba Giráldez y Cañas (m. 14 de abril de 1867), VIII vizcondesa de Valoria, camarera mayor de palacio, hija de Jaime Giráldez y Mendoza, vizconde de Valoria, conde de Lérida y señor de Yunquera. Con este matrimonio se incorporan al ducado de Gor todos los señoríos y posesiones de la familia Valoria, incluyendo el castillo de Olmillos de Sasamón, provincia de Burgos y todos sus feudos. Le sucedió el 15 de marzo de 1853 su hijo:
- Mauricio Álvarez de las Asturias Bohorques y Giráldez (Granada, 11 de noviembre de 1819-Burdeos, 1877), III duque de Gor, VIII marqués de los Trujillos, IX conde de Canillas de los Torneros de Enríquez, caballero maestrante de Granada y senador por derecho propio.[8] Murió soltero y sin descendientes.

El 28 de junio de 1882 le sucedió su sobrino, hijo de su hermano Nicolás.
- Mauricio Álvarez de las Asturias Bohorques y Ponce de León (1864-24 de febrero de 1930), IV duque de Gor,[3] IX marqués de los Trujillos, X conde de Canillas de los Torneros de Enríquez y caballero maestrante de Granada. Fue el primer español en participar en unos Juegos Olímpicos de la era moderna. Participó en 1900 en las modalidades de florete, espada y sable.[10]

Contrajo matrimonio el 22 de septiembre de 1892 con Rosa de Goyeneche y de la Puente (m. 29 de agosto de 1905), hija del conde de Guaqui y de la marquesa de Villafuerte. El 27 de octubre de 1930 le sucedió su hijo:
- Mauricio Álvarez de las Asturias Bohorques y Goyeneche (m. 5 de abril de 1962), V duque de Gor,[3] XI conde de Canillas de los Torneros de Enríquez, caballero maestrante de Granada y militar.

Contrajo matrimonio el 7 de enero de 1933 con Beatriz de Silva y Mitjans, hija de Jaime de Silva y Campbell, XV duque de Lécera y XI duque de Bournonville. El 27 de septiembre de 1963 le sucedió su hijo:
- Mauricio Álvarez de las Asturias Bohorques y Silva, (n. 1933) actual y VI duque de Gor,[11] II vizconde de Caparacena[12] y teniente Hermano Mayor de la Real Maestranza de Caballería de Granada.

Casado con Isabel Álvarez de Toledo y Urquijo, hija de Alonso Álvarez de Toledo y Cabeza de Vaca, XI marqués de Villanueva de Valdueza, XII vizconde de la Armería. Padres de Mauricio Álvarez de las Asturias Bohorques y Álvarez de Toledo (n. 1959), inmediato sucesor y  III vizconde de Caparacena por cesión de su padre, caballero maestrante de Granada.